# Arte cisterciense

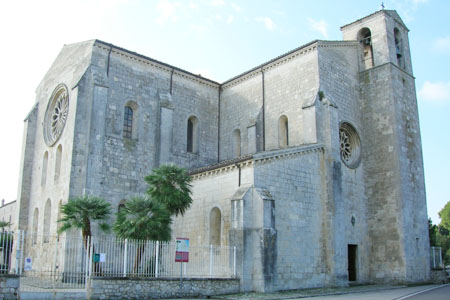
Igreja da abadia de Santa Maria Arabona, Itália

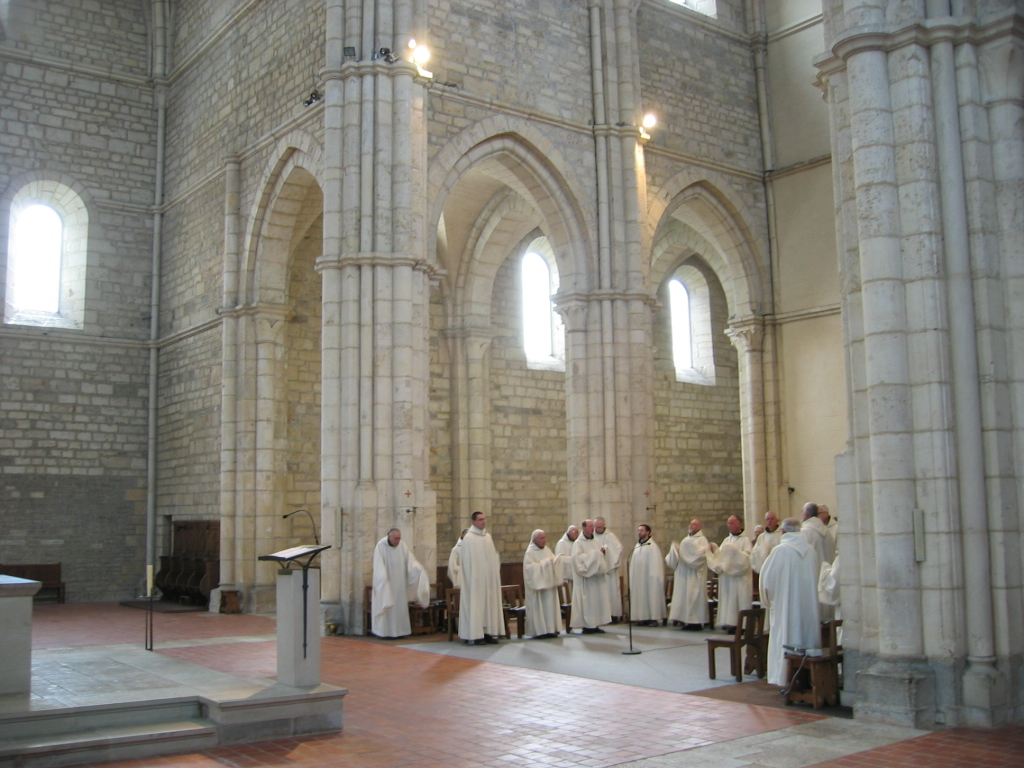
A "arquitetura da luz" da Abadia de Acey representa o puro estilo da arquitetura cisterciense, destinada aos fins utilitários da celebração litúrgica

A arquitetura cisterciense é um estilo de arquitetura associado às igrejas, mosteiros e abadias da Ordem Cisterciense Católica Romana. Foi fortemente influenciado pelo abade Bernardo de Claraval (d. 1153), que acreditava que as igrejas deveriam evitar ornamentação supérflua para não distrair a oração. A arquitetura cisterciense era simples e utilitária. Embora algumas imagens de assuntos religiosos fossem permitidas, como o crucifixo, figuras elaboradas comuns nas igrejas medievais eram proibidas. Bernardo observou sua capacidade de distrair os monges em uma carta famosa. A arquitetura cisterciense inicial mostra uma transição entre a arquitetura românica e gótica. Abadias posteriores foram construídas nos estilos renascentista e barroco, que eram mais ornamentados por natureza.
Em termos de construção, os edifícios eram feitos sempre que possível de pedra lisa e clara. Colunas, pilares e janelas caíram no mesmo nível da base e, se o reboco foi feito, foi mantido extremamente simples. O santuário manteve um estilo simples de proporção de 1:2 tanto no nível da elevação quanto do piso. Para manter a aparência dos edifícios eclesiásticos, os sítios cistercienses foram construídos em um estilo puro e racional; e pode ser contada entre as mais belas relíquias da Idade Média.
A maioria das abadias e igrejas cistercienses foram construídas em vales remotos, longe das cidades e áreas povoadas; o isolamento e a necessidade de auto-sustentabilidade geraram inovação entre os cistercienses. Muitos assentamentos cistercienses exibem os primeiros exemplos de engenharia hidráulica e rodas d'água. Depois da pedra, os dois materiais de construção mais importantes eram a madeira e o metal. Os cistercienses também eram metalúrgicos habilidosos, e sua habilidade com o metal foi associada diretamente ao desenvolvimento da arquitetura cisterciense e à disseminação da arquitetura gótica como um todo.

## Princípios teológicos

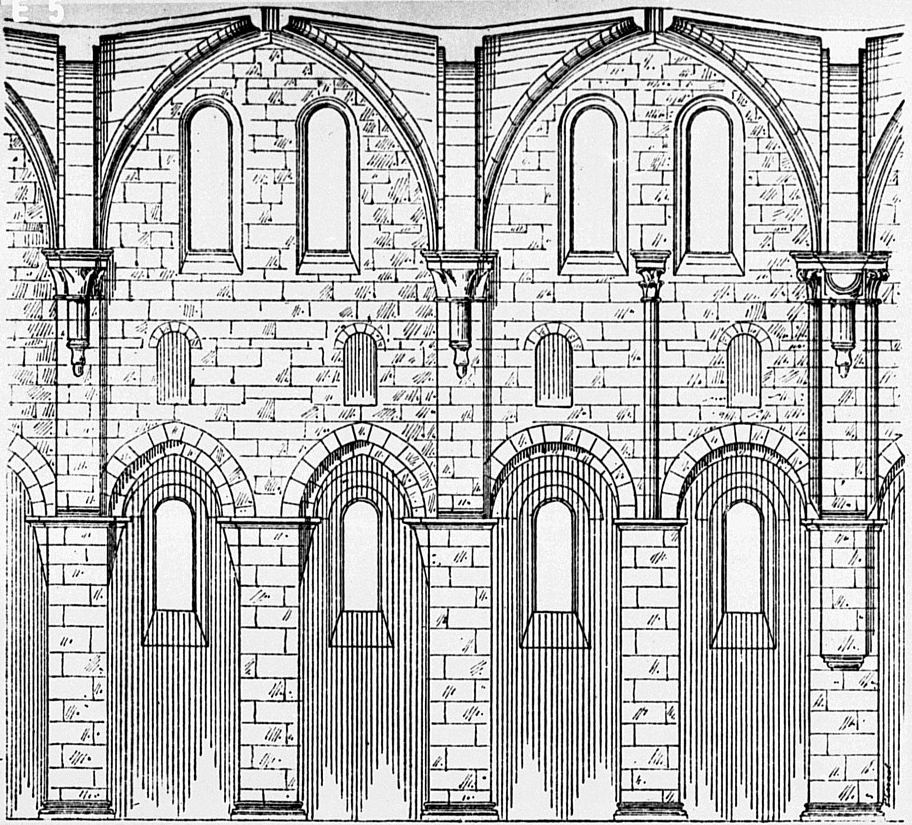
A arquitetura cisterciense foi aplicada com base em princípios racionais

Em meados do século XII, um dos principais clérigos de sua época, o abade beneditino Suger de Saint-Denis, uniu elementos da arquitetura normanda com elementos da arquitetura da Borgonha (abóbadas de costela e arcos pontiagudos, respectivamente), levando ao que mais tarde foi denominado arquitetura gótica.  Esta "arquitetura de luz" pretendia elevar o observador "do material ao imaterial" – era, segundo o historiador do século XX Georges Duby, um "monumento da teologia aplicada". A fim de alcançar tais efeitos emocionantes, os interiores de muitos edifícios religiosos foram projetados para serem testemunhados em horários específicos do dia, como o nascer e o pôr do sol. São Bernardo viu muito da decoração da igreja como uma distração da piedade, e em uma de suas cartas ele condenou as formas mais vigorosas de decoração do início do século XII:
Mas no claustro, aos olhos dos monges leitores, qual é o sentido de uma monstruosidade tão ridícula, essa estranha espécie de disforme bem torneado? Por que esses macacos feios, por que esses leões ferozes, por que os centauros monstruosos, por que semi-humanos, por que tigres malhados, por que soldados guerreiros, por que caçadores alardeadores? … Em suma, há uma tal variedade e diversidade de formas estranhas em todos os lugares que podemos preferir ler as bolinhas de gude em vez dos livros.
Esses sentimentos foram repetidos com frequência ao longo da Idade Média, e os construtores dos mosteiros cistercienses tiveram que adotar um estilo que observasse as inúmeras regras inspiradas na estética austera de Bernardo. No entanto, a própria ordem foi receptiva às melhorias técnicas dos princípios góticos de construção e desempenhou um papel importante em sua disseminação pela Europa.
Essa nova arquitetura cisterciense incorporava os ideais da ordem e era, pelo menos em teoria, utilitária e sem ornamentos supérfluos. O mesmo "esquema racional e integrado" foi usado em toda a Europa para atender às necessidades amplamente homogêneas da ordem, juntamente com prescrições semelhantes para liturgia e música. Vários edifícios, incluindo a sala capitular a leste e os dormitórios acima, foram agrupados em torno de um claustro e, às vezes, ligados ao transepto da própria igreja por uma escada noturna. Normalmente as igrejas cistercienses eram cruciformes, com um presbitério curto para atender às necessidades litúrgicas dos irmãos, pequenas capelas nos transeptospara a oração privada, e uma nave navegável dividida aproximadamente ao meio por uma tela para separar os monges dos irmãos leigos.
A casa mãe da ordem, a Abadia de Cister, tinha de fato desenvolvido o estilo de pintura mais avançado, pelo menos em iluminuras, durante as primeiras décadas do século XII, desempenhando um papel importante no desenvolvimento da imagem da Árvore de Jessé. No entanto, Bernardo de Clairvaux rapidamente ganhou influência na ordem. Como ele era avesso a imagens, a pintura cessou e finalmente foi totalmente banida, provavelmente pelas regras revisadas aprovadas em 1154. Os crucifixos foram permitidos e, posteriormente, algumas pinturas e decorações voltaram.
Recentemente, foi demonstrado que a arquitetura "austera" do chamado "plano Bernardino" não é realmente de Bernardo, mas é melhor pensada como "o plano cisterciense clássico", um plano de compromisso de padrões ascéticos inferiores, destinado em uma aceitação institucional mais ampla.